# Bears de Missouri State
Les Bears de Missouri State sont un club omnisports universitaire qui se réfère aux 17 équipes sportives tant féminines que masculines de l'université d'État du Missouri (anciennement dénommée Southwest Missouri State University) située à Springfield dans le Missouri aux États-Unis. La plupart des équipes féminines utilisent le surnom de « Lady Bears ».

## Histoire
Créés en 1908, les programmes sportifs des Bears sont principalement membres de la Missouri Valley Conference au sein de la Division I de la NCAA à l'exception du programme de football américain évoluant au sein de la NCAA Division I FCS en tant que membre de la Missouri Valley Football Conference, du programme féminin de beach-volley (surnommée « Beach Bears » au lieu de « Lady Bears ») évoluant depuis 2023 au sein de la Conference USA (CUSA) et du programme masculin de natation (et plongeon) évoluant en 2023 dans la Mid-American Conference mais rejoignant la  Missouri Valley Conference en juillet 2024.
Dès le 1er juillet 2025, les programmes sportifs deviennent membre de la Conference USA (à l'exception du beach-volley féminin déjà membre), le programme de football américain rejoignant ainsi la NCAA Division I FBS. L'équipe masculine de soccer participe au championnat de l'American Conference, la CUSA ne sponsorisant que le soccer féminin.

## Sports pratiqués
Le programme sportif universitaire comprend 17 équipes, dont six masculines et onze féminines.
| Hommes (6)                                                                                  | Femmes (11)            |
| ------------------------------------------------------------------------------------------- | ---------------------- |
| Baseball                                                                                    | Acrobaties et tumbling |
| Basket-ball                                                                                 | Athlétisme †           |
| Football américain                                                                          | Basket-ball            |
| Football (Soccer) ~                                                                         | Beach-volley           |
| Golf                                                                                        | Cross-country          |
| Natation et plongeon                                                                        | Football (soccer)      |
|                                                                                             | Golf                   |
|                                                                                             | Natation et plongeon   |
|                                                                                             | Stunt                  |
|                                                                                             | Tennis                 |
|                                                                                             | Volley-ball            |
| † – Athlétisme en salle et/ou en plein air. ~ – En tant que membre de l'American Conference |                        |

- L'acrobatie et le tumbling, considérés comme un sport unique au niveau universitaire, n'ont pas de championnat NCAA, mais sont inclus dans le programme NCAA Emerging Sports for Women (en).
- Le stunt est une discipline de cheerleading qui met l'accent sur les aspects acrobatiques du sport. Il n'y a pas d'événement de championnat de la NCAA, mais est inclus dans le programme NCAA Emerging Sports for Women.